# Рождественский сельсовет (Краснополянский район)
Рождественский сельсовет — упразднённая административно-территориальная единица, существовавшая на территории Московской губернии и Московской области до 1954 года.
Рождественский сельсовет был образован в первые годы советской власти. По данным 1924 года он входил в состав Трудовой волости Московского уезда Московской губернии.
23 ноября 1925 года из Рождественского с/с был выделен Долгинихинский сельсовет.
По данным 1926 года в состав сельсовета входили село Рождествено и деревня Бяконтово (в Долгинихинском с/с).
В 1929 году Рождественский с/с был отнесён к Коммунистическому району Московского округа Московской области.
20 мая 1930 года территория Рождественского с/с была переформатирована. Селение Рождествено было передано из Рождественского с/с в Долгинихинский с/с, селения Векшино, Дмитровка и Рождествено — из Рождественского с/с Солнечногорского района в Рождественский с/с, а селения Редькино и Федотово — из Каменского с/с Дмитровского района в Рождественский с/с.
4 января 1939 года Рождественский с/с был передан в Краснополянский район.
14 июня 1954 года Рождественский с/с был упразднён. При этом его территория была передана в Габовский с/с.